# Изаксон, Раиса Кондратовна
Раиса Конрадовна Изаксон (5 [18] июля 1917 — 10 сентября 1999, Санкт-Петербург) — советский монтажёр фильмов.

## Биография
Раиса Кондратовна Изаксон родилась 5 (18) июля 1917 года.
В 1939 году была принята в штат киностудии «Ленфильм» в качестве ассистента монтажёра. С 1982 года — ассистент режиссёра по монтажу и монтажёр киностудии «Ленфильм».
В качестве монтажёра работала с такими известными режиссёрами, как Роман Тихомиров («Пиковая дама», 1960), Теодор Вульфович («Улица Ньютона, дом 1.», 1963), Никита Курихин («Жаворонок», 1964, «Не забудь… станция Луговая», 1966); Леонид Менакер («Жаворонок», 1964, «Не забудь… станция Луговая», 1966, «Ночная смена», 1970); Алексей Баталов «Три толстяка», 1966, «Игрок», 1972); Алексей Герман («Седьмой спутник», 1967); Владимир Фетин («Виринея», 1968, «Любовь Яровая», 1970); Семён Аранович («Сломанная подкова», 1973, «… и другие официальные лица», 1976, «Летняя поездка к морю», 1978, «Рафферти», 1980); Иосиф Хейфиц («Единственная…», 1975, «Ася», 1977, «Впервые замужем», 1979, «Вы чье, старичьё?», 1988); Алексей Балабанов «Счастливые дни» (1991).
Член Союза кинематографистов СССР (Свердловское отделение).
Ушла из жизни 10 сентября 1999 года в городе Санкт-Петербурге.

## Фильмография
- 1957 — Степан Кольчугин (Режиссёр-постановщик: Тамара Родионова)
- 1957 — Улица полна неожиданностей (Режиссёр-постановщик: Сергей Сиделёв)
- 1959 — Повесть о молодожёнах (Режиссёр-постановщик: Сергей Сиделёв)
- 1960 — Пиковая дама (фильм-опера) (Режиссёр-постановщик: Роман Тихомиров)
- 1961 — Братья Комаровы (Режиссёр-постановщик: Анатолий Вехотко)
- 1961 — Водяной (короткометражный) (Режиссёр-постановщик: Сергей Сиделёв)
- 1963 — Улица Ньютона, дом 1. (Режиссёр-постановщик: Теодор Вульфович)
- 1964 — Жаворонок (Режиссёры-постановщики: Никита Курихин, Леонид Менакер)
- 1966 — Не забудь… станция Луговая (совместно с Анастасией Бабушкиной) (Режиссёры-постановщики: Никита Курихин, Леонид Менакер)
- 1966 — Три толстяка (Режиссёры-постановщики: Алексей Баталов, Иосиф Шапиро)
- 1967 — Седьмой спутник (Режиссёры-постановщики: Григорий Аронов, Алексей Герман)
- 1968 — Виринея (Режиссёр-постановщик: Владимир Фетин)
- 1970 — Любовь Яровая (Режиссёр-постановщик: Владимир Фетин)
- 1970 — Ночная смена (Режиссёр-постановщик: Леонид Менакер)
- 1972 — Игрок (СССР/ЧССР) (Режиссёр-постановщик: Алексей Баталов)
- 1973 — Сломанная подкова (Режиссёр-постановщик: Семён Аранович)
- 1974 — Свадьба Кречинского (ТВ) (Режиссёр-постановщик: Владимир Воробьёв)
- 1975 — Единственная… (Режиссёр-постановщик: Иосиф Хейфиц)
- 1976 — … и другие официальные лица (Режиссёр-постановщик: Семён Аранович)
- 1977 — Ася (Режиссёр-постановщик: Иосиф Хейфиц)
- 1977 — Строгая мужская жизнь (Режиссёр-постановщик: Анатолий Граник)
- 1978 — Летняя поездка к морю (Режиссёр-постановщик: Семён Аранович)
- 1979 — Впервые замужем (Режиссёр-постановщик: Иосиф Хейфиц)
- 1980 — Рафферти (ТВ) (Режиссёр-постановщик: Семён Аранович)
- 1988 — Вы чье, старичьё? (Режиссёр-постановщик: Иосиф Хейфиц)
- 1991 — Счастливые дни (совместно с Галиной Корниловой) (Режиссёр-постановщик: Алексей Балабанов)

## Признание и награды
Принимала участие в монтаже фильмов, которые получили признание в СССР и за рубежом:
- 1960 — Пиковая дама — Диплом фильму на конкурсе фильмов УНИАТЕК (1960)[1].
- 1970 — Ночная смена — Диплом фильму на II ВКФ фильмов о рабочем классе (1972)[2].
- 1973 — Сломанная подкова — Грамота Центрального совета пионерской организации на Неделе детского кино в Москве (1973)[3].
- 1977 — Строгая мужская жизнь — Приз Министерства обороны СССР фильму на XI ВКФ (1978)[4].
- 1979 — Впервые замужем — Главная премия фильму на XXII МКФ в Карловых Варах, (ЧССР, 1980)[5].
- 1980 — Рафферти — Приз жюри телефильму на IX ВФТФ (1981)[6].
- 1991 — Счастливые дни — Приз «За лучший полнометражный фильм» на КФ «Дебют» в Москве (1992). Первый приз на ежегодном КФ «Молодость» в Киеве (1991)[7].